# Змеиный хребет
Змеиный хребет (англ. Serpentine Ridge) — неофициальное название тектонического образования в восточной части Моря Ясности (лат. Mare Serenitatis) на видимой стороне Луны, простирающегося в направлении север-юг на расстояние около 500 км (строго говоря образование не заканчивается на севере или юге, а образует кольцевую структуру по границам моря). Международный астрономический союз не использует это название и с 1976 года разделяет Змеиный хребет на гряду Николя (Dorsum Nicol, короткий южный участок), гряды Листера (Dorsa Lister, участок до характерного изгиба хребта), гряды Смирнова (Dorsa Smirnov) и северную безымянную оконечность хребта. Селенографические координаты наиболее характерной части хребта приблизительно 24° — 26° в. д. / 19° −31° с. ш. Данное образование впервые описано немецким астрономом Иоганном Иеронимом Шретером 17 ноября 1789 года.
Змеиный хребет легко различим в любительский телескоп, однако вследствие его небольшой высоты над уровнем Моря Ясности (приблизительно 100—200 м) наблюдения следует вести при условии наклонного освещения солнечными лучами, то есть когда терминатор находится вблизи Моря Ясности. Наиболее благоприятным временем является шестой день после новолуния. Приведённая фотография сделана любительским телескопом Шмидта-Кассегрена диаметром 235 мм. На снимке легко различимы гряда Листера и гряда Смирнова. Гряда Никола различима плохо, поскольку её высота значительно меньше.